# Šnjegotina Srednja
Šnjegotina Srednja är ett samhälle i Bosnien och Hercegovina.   Det ligger i entiteten Republika Srpska, i den centrala delen av landet, 110 km nordväst om huvudstaden Sarajevo. Šnjegotina Srednja ligger 264 meter över havet och antalet invånare är 641.
Terrängen runt Šnjegotina Srednja är kuperad söderut, men norrut är den platt. Šnjegotina Srednja ligger nere i en dal. Närmaste större samhälle är Maslovare, 13,5 km söder om Šnjegotina Srednja.
I omgivningarna runt Šnjegotina Srednja växer i huvudsak lövfällande lövskog. Runt Šnjegotina Srednja är det ganska tätbefolkat, med 67 invånare per kvadratkilometer.